# Shuruppak Sulcus
Lo Shuruppak Sulcus è una struttura geologica della superficie di Ganimede.